# Pokémon HeartGold og SoulSilver
Pokemon HeartGold og Pokemon SoulSilver er de forbedrede genskabelser af de tidligere Gameboy versioner af spillene Pokémon Gold og Pokémon Silver (Pokémon Crystal). Spillene blev først sat til salg i produktionslandet Japan i september 2009, og senere udgivet i USA og Europa (inkl. Australien) i marts 2010. Spillene er kun udgivet til spillekonsollen Nintendo DS (Inkl. Nintendo DSi og Nintendo DSi XL. Pokemon HeartGold og Pokemon SoulSilver er de bedst sælgende spil i pokemon kategorien, med over 2 millioner spil solgt i Japan på 6 uger, efter udgivelsen.

## Handling
Pokemon HeartGold og SoulSilver er stort set bygget komplet over de originale versioner af spillet, dog selvfølgelig med nye desgins og 3D områder. Selve konceptet er det samme. Som noget nyt, indenfor pokemon spil kategorien, kan spilleren få en pokemon til at følge efter sig, ved at sætte den som første pokemon i spillerens hold. Ved at snakke med sin pokemon, kan den finde ting til spilleren, eller "fortælle" hvordan den har det. Som i Pokémon Gold, Silver og Crystal, er startpokemonerne Totodile, Cyndaquil og Chikorita. Som noget helt nyt, er pokemon konkurrencerne skiftet ud med en ny konkurrence – den såkaldte pokeathlon. Her kan spilleren, sammen med 3 af sine pokemon, dyste i forskellige disipliner. Enten i single player mod computeren, eller mod op til 3 andre venner, ved at linke dem sammen. En af de mest interessante ting ved de ny spil, er at stort set hele spillet kan styres på touch-screenen, lige på nær at bevæge selve spilleren, der stadig styres med piletasterne.
Som i alle andre pokemon spil, er der selvfølgelig også en kampe funktion, til når spilleren møder vilde pokemon, eller bliver udfordret af en træner. I forhold til det sidst udkomne spil (Pokémon Platinum) er kampfunktionen ikke ændret betydeligt. Men et par ændringer er der kommet. Bl.a. nogle nye og forbedrede angreb.

## Forbindelse til andre enheder og spilkonsoller
Igen, som noget helt nyt introducerer Pokemon HeartGold og SoulSilver, mini enheden pokéwalker. Denne enhed er en skridttæller, hvor spilleren fra Nintendo DS(i)(XL) konsollen kan sende én pokemon til, og "gå en tur med". Ved at gå, tæller pokewalker enheden skridtene og "omformer" dem til de såkaldte watts, som kan bruges til at åbne nye områder i pokéwalkeren.
Spilleren kan desuden også forbindes til andre Nintendo DS systemer via. trådløs forbindelse eller wi-fi forbindelse.
På denne måde kan spilleren bytte pokemon, og dyste med andre spillere og mange andre ting, såsom at mikse information og lave "[[egg-spin]]", med op til 3 andre spillere. Ved hjælp af enten trådløs eller wi-fi forbindelse kan spilleren også kæmpe mod andre i pokeathlon konkurrencen.

## Områder i spillet
Byer i Johto/Kanto:
| Johto:                          | Kanto:          |
| ------------------------------- | --------------- |
| New Bark Town                   | Pallet Town     |
| Cherrygrove City                | Viridian City   |
| Violet City                     | Pewter City     |
| Azalea Town                     | Cerulean City   |
| Goldenrod City                  | Vermillion City |
| Ecruteak City                   | Lavender Town   |
| Olivine City                    | Celadon City    |
| Cianwood City                   | Fuschia City    |
| Mahogany Town                   | Saffron City    |
| Blackthorn City                 | Cinnabar Island |
| Indigo Plateau (Pokemon League) | ~               |

Andre steder i Johto/Kanto:
| Johto:                        | Kanto:                       |
| ----------------------------- | ---------------------------- |
| Dark Cave                     | Viridian Forest              |
| Sprout Tower                  | Diglett's cave               |
| Ruins of Alph                 | Mt. Moon                     |
| Union Cave                    | Cerulean Cave                |
| Slowpoke Well                 | Underground Path (Route 5-8) |
| Ilex Forest                   | Vermillion Harbour           |
| Radio Tower (Johto)           | Cerulean Cape                |
| Global Terminal               | Rock Tunnel                  |
| Goldenrod Tunnel              | Power Plant                  |
| National Park                 | Cycling Road                 |
| Pokeathlon Dome               | Team Rocket Hideout          |
| Bell Tower                    | Silph Co.                    |
| Burnt Tower                   | Pokemon Tower                |
| Moo Moo Farm                  | Pal Park (Fuschia)           |
| Glitter Lighthouse            | Seafoam Island               |
| Battle Tower/Frontier (Johto) | Pokemon Mansion              |
| Cliff Edge Gate               | Victory Road                 |
| Embedded Tower                | Tohjo falls                  |
| Safari Zone (Johto)           |                              |
| Whirl Island                  |                              |
| Mt. Mortar                    |                              |
| Lake of Rage                  |                              |
| Team Rocket HQ                |                              |
| Ice Path                      |                              |
| Dragon's Den                  |                              |

## Spillets"gameplay"
Spillet begynder for hovedpersonen i New Bark Town.